# Cymbidium dayanum
Cymbidium dayanum Rchb.f. 1869, es una especie de orquídea epífita. Son originarias del sudeste de Asia.

## Descripción
Es una especie de orquídea de tamaño medio, que prefiere clima frío a cálido, es epífita con pseudobulbo   fuertemente comprimido, elipsoide con hojas lineales, estrechas, ligeramente coriáceas, de color verde pálido, agudas, sésiles sin peciolo]. Florece en  una inflorescencia basal, erecta a colgante, con varias flores de 25 cm de largo, en racimo con vainas nervadas de color rosa y hasta 10 fragantes flores. La floración se produce en el verano.

## Distribución y hábitat
Se encuentran sobre los troncos de los árboles y se pueden encontrar en Assam, India, el Himalaya oriental, Sikkim, Tailandia, Camboya, China, Vietnam, Borneo, Malasia, Filipinas, Célebes, Sumatra, Taiwán, Islas Ryukyu y Japón, en los bosques siempreverdes de tierras bajas en elevaciones de 300 a 1800  metros.

## Taxonomía
Cymbidium chloranthum fue descrita por Heinrich Gustav Reichenbach   y publicado en The Gardeners' Chronicle & Agricultural Gazette 710. 1869.
Etimología
El nombre deriva de la palabra griega kumbos, que significa "agujero, cavidad".  Este se refiere a la forma de la base del labio. Según otros estudiosos derivaría del griego "Kimbe = barco" por la forma de barco que asume el labelo.
dayanum: epíteto
Sinonimia

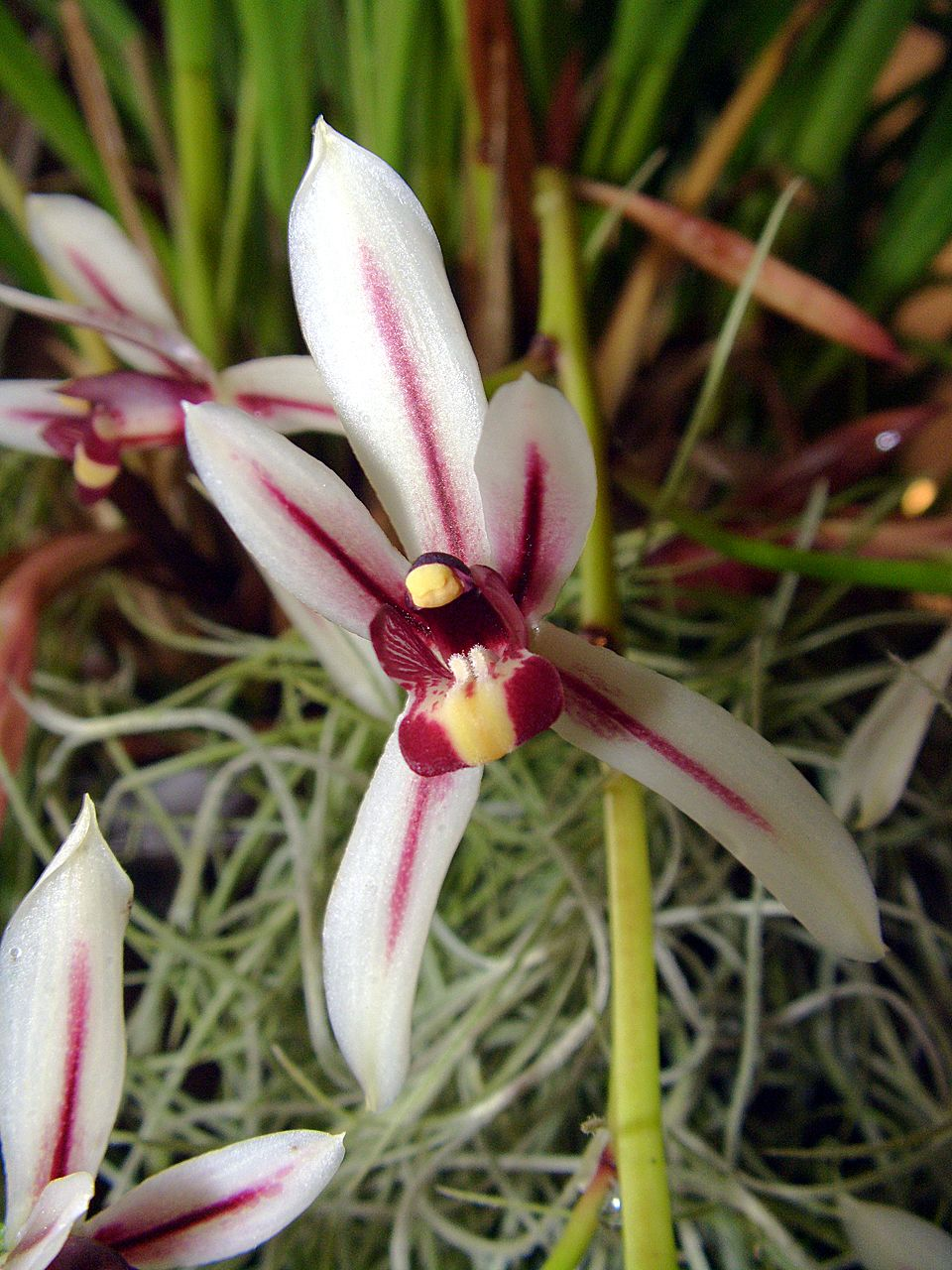

- Cymbidium eburneum var dayanum Hook.f. 1891
- Cymbidium leachianum Rchb.f. 1878
- Cymbidium pulcherrimum Sander 1891
- Cymbidium simonsianum King & Pantl. 1895
- Cymbidium acutum Ridl. 1896
- Cymbidium alborubens Makino 1902
- Cymbidium simonsianum f. vernale Makino 1912
- Cymbidium angustifolium Ames & C.Schweinf. 1920
- Cymbidium sutepense Rolfe ex Downie 1925
- Cymbidium poilanei Gagnep. 1931
- Cymbidium dayanum var. austrojaponicum Tuyama 1941
- Cymbidium eburneum var. austrojaponicum (Tuyama) M.Hiroe 1971
- Cymbidium dayanum subsp. leachianum (Rchb.f.) S.S.Ying 1989[1][3][4][5]

## Nombre común
- Castellano: orquídea fénix, orquídea árbol